# Estelle Harris
Estelle Nussbaum (født 4. april 1928, død 2. april 2022) var en amerikansk filmskuespiller.